# Bellevue, Malmö
Bellevue (uttal [ˈbɛlvɪ] Bällvi) är ett bostadsområde i stadsdelen Limhamn-Bunkeflo i Malmö. Bellevue ligger mellan Limhamnsvägen och Linnégatan, norr om 
Geijersgatan. Namnet kommer från Bellevuegården, som marken tillhörde innan området började bebyggas.
Området innehåller stora villor som byggts under hela 1900-talet, och mitt i området ligger Villa Lindhaga Montessoriförskola.
På Malmö-Limhamns Järnväg fanns stationen Bellevue.[källa behövs]